# Путер од кикирикија
Путер од кикирикија је прехрамбени производ који се прави од печеног и ситно млевеног кикирикија у виду пасте, након додавања биљног путера.
Овај производ је веома популаран у земљама енглеског говорног подручја и бивших енглеских колонија, као што су Канада, Сједињене Америчке Државе, Аустралија, Уједињено Краљевство, Јужна Африка, Нова Гвинеја, Нови Зеланд, Филипини и Холандија.
Путер од кикирикија поседује велику количину протеинa и погодан је за исхрану старијих особа, које имају проблеме са зубима или нису у могућности да жваћу месо јер на тај начин уносе потребну количину протеина.

## Распрострањеност
Скоро половина купљених кикирики производа 2001. године у Америци била је искоришћена за производњу путера од кикирикија.
Путер од кикирикија се обично користи као део сендвича (маже се на хлеб и додаје се џем), као и за велики број посластица, крекере итд. Ово се обично ради да би се неутралисао јак укус кикирикија.
У Америци се 24. јануар слави као Национални дан путера од кикирикија.

## Добра и лоша страна
Путер од кикирикија садржи мононезасићену маст и ресвератрол. Исто тако, обезбеђује протеине, витамине као што су Б3 и Е, магнезијум, фолну киселину, дијетална влакна и аргинин. Мононезасићена маст има висок ниво лоших холестерола, што неутралише ниво добрих холестерола. Према истраживањима спроведеним у Америци, умерено конзумирање путера од кикирикија двоструко смањује ризик од срчаних болести.